# The Diary of Anne Frank (1959)

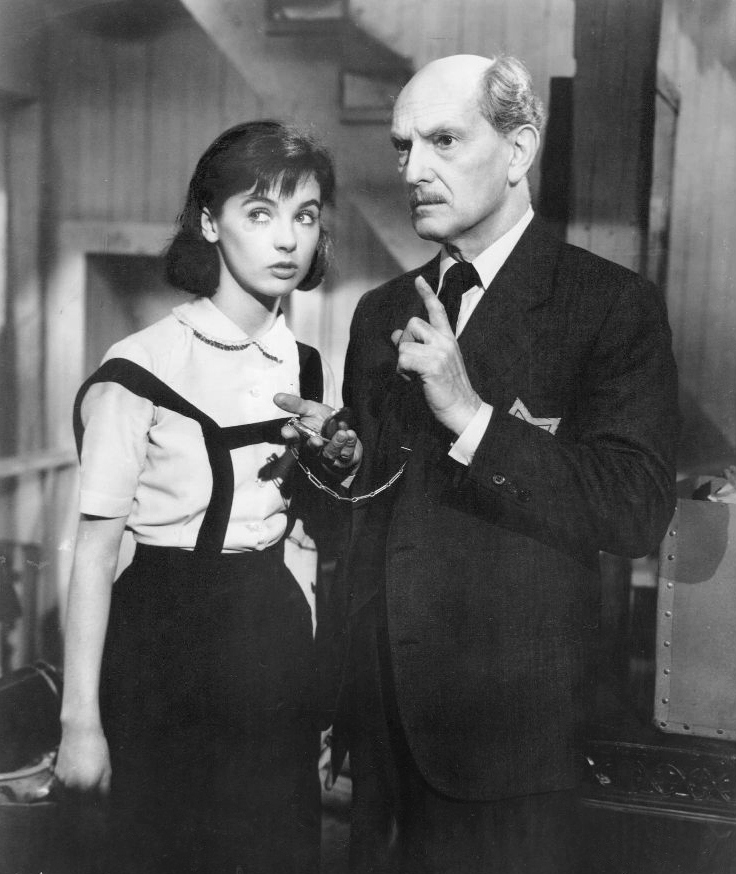
Millie Perkins en Joseph Schildkraut in The Diary of Anne Frank

The Diary of Anne Frank is een Amerikaanse film uit 1959. Het was de eerste film over het dagboek van Anne Frank. The Diary of Anne Frank werd genomineerd voor acht Oscars, waarvan drie Oscars verzilverd werden. De film werd deels opgenomen in Amsterdam. De film kwam op 3 februari 2004 uit op dvd, met onder meer audiocommentaar van hoofdrolspeelster Millie Perkins.

## Verhaal
De film begint in juli 1942. De families Frank en Van Daan zijn Joden die ondergedoken zijn en zich schuilhouden in het Achterhuis aan de Prinsengracht 263. Anne Frank, de 13-jarige dochter van Otto en Edith, is een onbevangen jong meisje dat haar mening niet voor zich houdt. Ze wekt al snel irritatie op bij de anderen. Zelf vindt ze sommigen van de medebewoners ook maar niets. Zo kan ze in eerste instantie niet goed overweg met Peter, de 16-jarige zoon van Petronella en Hans Van Daan.
Otto geeft zijn zes medebewoners de instructie dat ze tussen acht uur 's ochtends en zes uur 's avonds muisstil moeten zijn, omdat ze zich boven zijn voormalig bedrijf dat gevestigd is in het voorhuis aan de Prinsengracht, waar niet alleen hun helpers werken, maar ook andere mensen die voor alle veiligheid niet op de hoogte zijn gebracht van de onderduikers in het achterhuis van Prinsengracht 263. Als er op een nacht wordt ingebroken, vrezen ze dat de Grüne Polizei naar hun op zoek is. Later blijkt dat het een dief was.
Na een korte periode trekt ook een man genaamd Albert Dussell bij hen in. Dussell kent ook veel vrienden van de familie Frank en hij geeft Anne het verschrikkelijke nieuws dat haar beste vriendin Sanne de Vries is opgepakt door de Duitsers. Voor Anne komt dit aan als een zware klap. Ze krijgt last van nachtmerries en schrikt op een nacht gillend wakker. De andere onderduikers vrezen dat Annes gegil op straat te horen is. Edith probeert haar gerust te stellen, maar Anne wil alleen haar vader spreken. Haar vader kalmeert haar en ze vertrouwt hem toe dat ze het moeilijk vindt aardig te zijn tegen de anderen, omdat ze zich niet serieus genomen voelt door hen. 
Er vinden bombardementen plaats in Amsterdam, die ook in het Achterhuis te voelen zijn. Op 7 december 1942 vieren ze vervroegd Chanoeka. Hun feest wordt echter abrupt beëindigd wanneer ze iemand horen binnenbreken. Opnieuw vrezen ze dat het de Grüne Polizei is. Wanneer Peter geluid maakt door per ongeluk een stapel borden te laten vallen, is iedereen bang dat het met ze gedaan is. De persoon die heeft ingebroken, schrikt van het lawaai en vlucht. Otto wil weten wat er precies aan de hand was en gaat naar beneden. Hij wordt gevolgd door Peter en Anne. Net op dat moment komt er een nachtwachter het huis binnen, gevolgd door twee Duitse politieagenten. Otto, Anne en Peter slagen er in onopgemerkt te blijven maar de schrik zit er goed in.
De film springt hierna naar 1 januari 1944. De bewoners van het Achterhuis raken gefrustreerd door het weinige eten dat ze hebben en door de continue angst ontdekt te worden. Ze beginnen ze hoop te verliezen dat het ooit goed zal komen. Anne is inmiddels ouder geworden en probeert optimistisch te blijven. Ze bouwt een hechte band op met Peter. Ze worden uiteindelijk verliefd op elkaar en zoenen. Ondertussen wordt Hans betrapt op het stelen van eten wat niet voor hem bedoeld was. Edith is razend en wil hem wegsturen.
Midden in een grote ruzie komt het nieuws dat D-Day nabij is. Even is iedereen optimistisch, totdat de situatie opnieuw verslechtert. De families krijgen argwaan als Mr. Kraler en Miep op een dag niet komen met eten. Als de Duitse politie voor het huis stopt, realiseren ze zich dat hun onderduikplek ontdekt is en dat ze opgepakt zullen worden. Otto eindigt de scène met een toespraak, waarin hij iedereen moed probeert in te spreken.
De film springt hierna naar 1945, als de Tweede Wereldoorlog voorbij is. Otto Frank is de enige overlevende van de onderduikers. Otto vindt het dagboek van zijn dochter. De film eindigt met haar citaat:

Ondanks alles, geloof ik dat de mensen een goed hart hebben.

## Rolverdeling
| Acteur             | Personage           | Nota                        |
| ------------------ | ------------------- | --------------------------- |
| Millie Perkins     | Anne Frank          |                             |
| Joseph Schildkraut | Otto Frank          |                             |
| Shelley Winters    | Petronella van Daan | echte naam Auguste van Pels |
| Richard Beymer     | Peter van Daan      | echte naam Peter van Pels   |
| Gusti Huber        | Edith Frank         |                             |
| Lou Jacobi         | Hans van Daan       | echte naam Hermann van Pels |
| Diane Baker        | Margot Frank        |                             |
| Douglas Spencer    | Mr. Kraler          | echte naam Victor Kugler    |
| Dodie Heath        | Miep Gies           |                             |
| Ed Wynn            | Albert Dussell      | echte naam Fritz Pfeffer    |

## Productie
Het scenario van de film werd gebaseerd op het gelijknamige, met een Pulitzerprijs bekroonde toneelstuk The Diary of Anne Frank, dat weer gebaseerd was op het dagboek van Anne Frank. Het echtpaar Frances Goodrich en Albert Hackett schreef zowel het toneelstuk als het filmscenario.
Na het succes van het toneelstuk gaf Annes vader Otto Frank in 1957 toestemming voor een filmversie. Enkele acteurs uit de toneelstuk, waaronder Joseph Schildkraut (als Otto Frank), speelden ook in de film. Susan Strasberg, de actrice die Anne Frank in het toneelstuk speelde, wilde haar rol niet in de film herhalen. Otto Frank wilde Audrey Hepburn als Anne Frank, maar die weigerde de rol. Vervolgens werd de rol aangeboden aan Natalie Wood, maar ook die weigerde de rol van Anne Frank. In Nederland deden zo'n 70 meisjes van rond de 15 jaar auditie. Uiteindelijk ging de rol naar het jonge Amerikaanse fotomodel Millie Perkins.

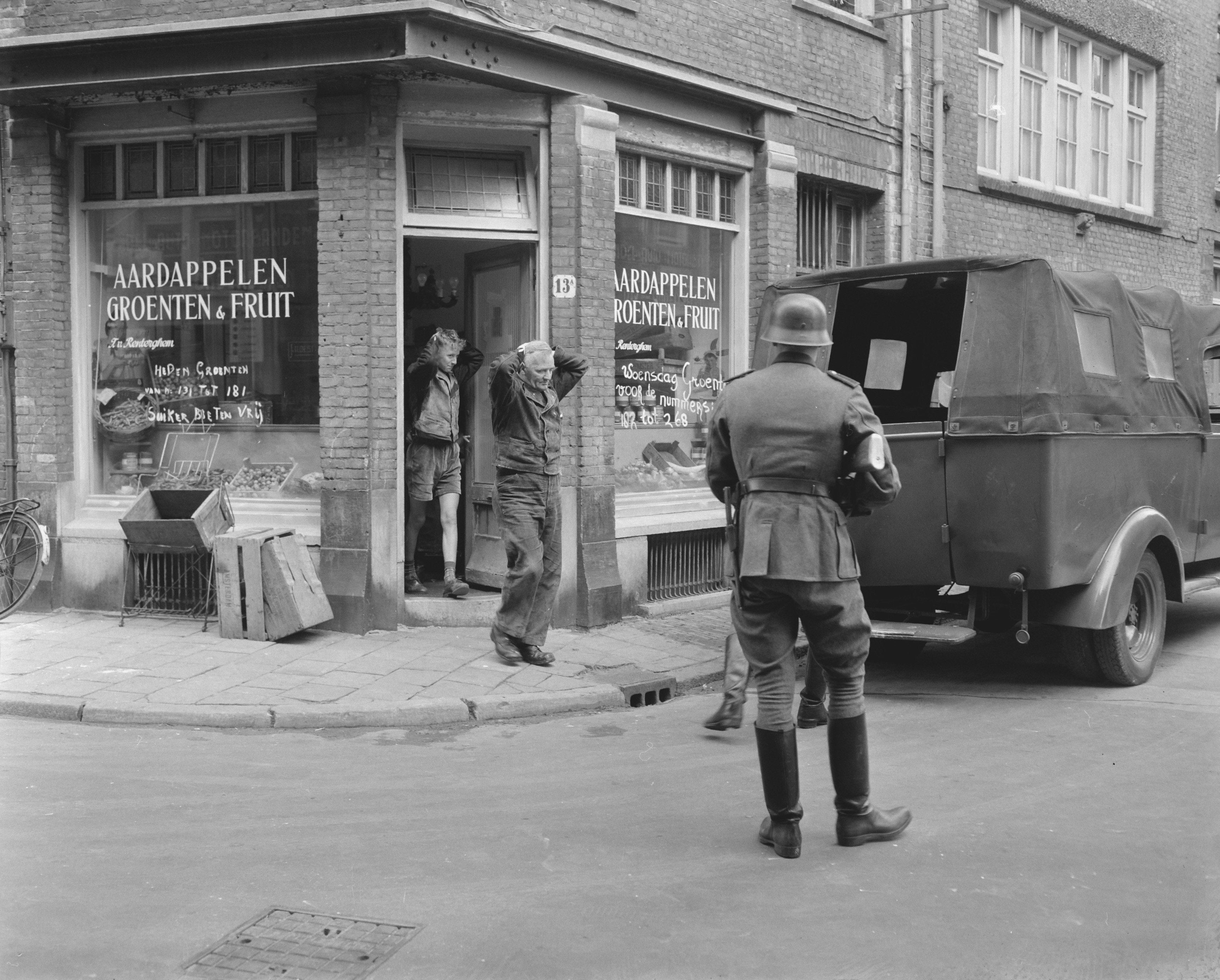
Opnamen voor de Anne Frankfilm in de Staalstraat te Amsterdam. Scène waarin de groenteman D. van Hoeven wordt weggehaald

Regisseur George Stevens (Shane, Giant) maakte opnames op locatie in Amsterdam. Te zien in de film zijn de Prinsengracht, de Westermarkt, de Sint-Nicolaaskerk gezien vanaf de Nieuwmarkt, de Staalstraat bij de Groenburgwal en de Staalstraat hoek Verversstraat. Het interieur van het Achterhuis werd zo nauwkeurig mogelijk nagebouwd in een studio in Hollywood, met assistentie van Otto Frank en Johannes Kleiman, een van de mensen die de onderduikers in het Achterhuis hielp.

## Ontvangst
Koningin Juliana en Prinses Beatrix waren aanwezig bij de Nederlandse première van de film op 16 april 1959. Na afloop werd het Wilhelmus gespeeld.
Criticus Alex Burnham schreef op 17 maart 1959 voor het dagblad Het Vrije Volk dat hij het dagboek en het toneelstuk beter vindt. Hij vermeldde hierbij dat voor degene wie geen van beiden kent, "de film buitengewoon aangrijpend [zal] blijken". Hoewel hij lof gaf aan alle acteurs, noemde hij specifiek Millie Perkins en Ed Wynn. Hij vertelde dat Perkins Anne Frank op dusdanige manier vertolkte, zoals Anne Frank ook daadwerkelijk was. Uiteindelijk sprak hij minder positief over het einde, maar raadde hij iedereen aan om de film te zien:

Toch moet men de film zien, al was het alleen maar om zich te laten herinneren aan de beestachtigheid van menselijk wezens. En ook aan de grootheid van 's mensen hart. Van Annes hart.
— Alex Burnham voor Het Vrije Volk

De film werd ook in de Verenigde Staten positief ontvangen. Het dagblad New York Daily News noemde het "een der ontroerendste films die ooit is vervaardigd". De Daily Mirror deed een soortgelijke recensie, en schreef dat de regisseur een "onvergetelijke film heeft vervaardigd die jarenlang velen zal ontoeren". De recensent van de New York Tribune noemde het zien van deze film een "diep aangrijpende belevenis, waarbij men tot medegevoel bewogen wordt en tot heftige verontwaardiging, omdat men voortdurend weet dat dit meisje een slachtoffer van Bergen-Belsen is geworden." De filmcriticus van de New York Times sprak als enige minder lovend over de film. Hij vertelde dat de film "zo goed [is], geeft op zulke goede wijze uitdrukking aan gedachten en stemmingen, dat het uitblijven van een werkelijk, geestelijke spanning in de figuur van Anne Frank te betreuren is." Ook werd er later in de recensie geschreven dat de film niet de hoogte bereikt die zij had moeten bereiken.

## Prijzen
- Oscar voor Beste Vrouwelijke Bijrol voor Shelley Winters als Petronella van Daan
- Oscar voor Beste Decors
- Oscar voor Beste Camerawerk

Daarnaast werd de film genomineerd voor de Oscar voor beste film, beste regisseur, beste mannelijke bijrol, beste kostuumontwerp en beste originele muziek. De film won ook een Golden Globe en werd genomineerd voor vier andere Golden Globes en de Gouden Palm.

## Wetenswaardigheden
- Hendrik van Hoeve, de groenteboer die de onderduikers voorzag van groente, speelde zichzelf in de film.
- De oorspronkelijk eindscène met Anne Frank in Auschwitz werd uit de film geknipt na negatieve reacties van het testpubliek.
- Shelley Winters doneerde haar Oscar aan het Anne Frank Huis, waar het beeldje nu te zien is.
- Diane Baker (als Margot Frank) maakte haar filmdebuut in The Diary of Anne Frank op 20-jarige leeftijd.
- De film stond op de 18e plaats op de lijst van America's Most Inspiring Movies die het American Film Institute in 2006 presenteerde.